# Skijöring als Jocs Olímpics d'Hivern de 1928

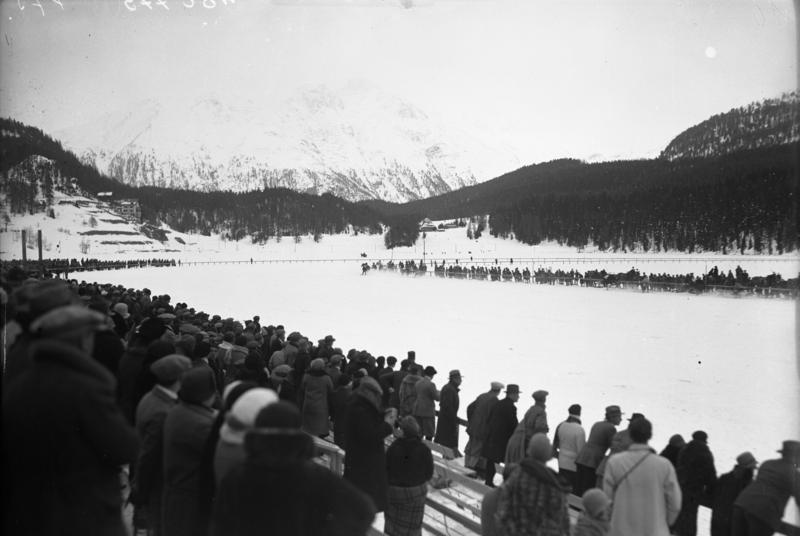
Vista parcial de la competició.

En els Jocs Olímpics d'Hivern de 1928 celebrats a la ciutat de Sankt Moritz (Suïssa) es realitzà una prova de skijöring com a esport de demostració.
El skijöring és un esport molt típic de les valls de suïssa en el qual un esquiador és empès per gossos, cavalls o un vehicle de motor, tenint certes similituds al múixing. En aquesta prova disputada en els Jocs Olímpics s'utilitzaren cavalls.

## Resum de medalles
| Prova    | Or               | Argent        | Bronze     |
| Skeleton | Rudolf Wettstein | Bibi Torriani | Muckenbrün |

## Medaller
| Posició | País   | Or | Argent | Bronze | Total |
| 1       | Suïssa | 1  | 1      | 1      | 3     |
|         |        |    |        |        |       |
| Total   | Total  | 1  | 1      | 1      | 3     |